# Jan Horváth Döme
Jan Horváth Döme (1. listopadu 1959, Bílovec – 4. června 2020) byl český básník romské národnosti, aktivista, člen Svazu českých spisovatelů. V letech 1990–91 byl vedoucím tajemníkem ÚV ROI. V letech 1991–94 působil jako šéfredaktor časopisů Romano kurko a Amaro lav. Vyučoval romský jazyk na OA SPŠ Most. Zemřel po krátké nemoci.

## Dílo
- Tumenge (Vám) 1999, básnická sbírka
- O verdan le grajenca džal (Vůz tažený koňmi jede dál) 2007, básnická sbírka[2]